# Klas Ekman
Klas Anders Ericsson Ekman, född 28 april 1975 i Varberg, är en svensk journalist och författare.

## Biografi
Klas Ekman är uppvuxen i Vallda utanför Kungsbacka och studerade samhällsvetenskaplig linje på Aranäsgymnasiet. Han gick Journalistprogrammet (JMG) vid Göteborgs universitet mellan 1995 och 1998 och arbetade därefter på Göteborgs-Tidningen under 1998 och som lokalredaktör för Aftonbladet Puls 1999.

## Karriär
År 2000 började han på Magazine Café där han var nöjesredaktör och skrev reportage och personporträtt. Han var även musikrecensent i Expressen. Hösten 2003 slutade han på Café och arbetade som redaktör för Studio Pop på Sveriges television under två säsonger. 2005–2008 var han redaktör och redaktionschef på RES magazine. Hösten 2008 debuterade han med boken Byt namn! – och andra sätt att lyckas som journalist (Bokförlaget Atlas) som skrevs tillsammans med Anders Rydell. År 2009 skrev han texten till Broder Daniel: When we were winning (Telegram) som ackompanjerade fotografen Martin Norbergs samlade bilder på göteborgsbandet.
Klas Ekman kom till tidningen Stockholm City vid dess omstart hösten 2009 och arbetade där fram tills den lades ned igen av Bonniers 2011. 2010 släpptes Robert Gustafssons bok Från vaggan till deadline (Albert Bonniers) som han hjälpte till att skriva. Samma år spelade han rollen som Börje Ekberg, grundare av skivbolaget Metronome, i Amir Chamdins film Cornelis.
Efter nedläggningen av tidningen Stockholm City var han främst verksam som spökskrivare. Åren 2012–2014 skrev han böckerna Sjung tills du stupar av Tommy Körberg (Albert Bonniers, 2012), Vi måste prata om allt av Thomas Di Leva (Telegram, 2013) och Livet av Ken Ring (Albert Bonniers, 2014). Han skrev också långa reportage för bland annat Svenska Dagbladets kulturbilaga, musiktidningen Sonic och magasinet Arena. 2015–2016 startade och producerade han Bildningspodden tillsammans med Magnus Bremmer för Stockholms universitet. 
Hösten 2016 var han även vikarierande chefredaktör för magasinet Arena. Ett flertal av hans reportage och intervjuer har blivit ljudböcker på Storytel, bland annat intervjuerna med Håkan Hellström och det uppmärksammade porträttet av Bokmässans grundare Conny Jacobsson och dennes väg från bibliotekarie till landsflykting. I mars 2017 började han som förläggande redaktör på bokförlaget Volante där han bland annat kommit att arbeta med böcker av Emma Frans, Micael Dahlen, Magnus Västerbro, Per Faxneld och Jonna Bornemark. Han arbetade även med Arash Sanaris Augustprisnominerade Sverigevänner. Ekman slutade på förlaget i slutet av juni 2024.
2018 medverkade han i Andrev Waldens dokumentärserie Kan Andrev få en vän? som sändes i SVT under hösten det året.

### Som författare
I oktober 2020 släpptes Klas Ekmans skönlitterära debut De kapabla (Bookmark förlag). Boken blev mycket uppmärksammad och fick året därpå ett Crimetime Award för ”Årets deckardebut 2021”. De kapabla nominerades även till Årets bok samma år där den belönades med andrapris i tävlingen."
I maj 2023 kom hans andra psykologiska thriller Kusinen (Bookmark förlag). Boken handlar om den nydumpade Fanny som får flytta in över sommaren i ett gästhus på Onsalahalvön, hemma hos sin framgångsrika kusin Ulrika och hennes man Peder. I Dagens Industri beskrev Jan Gradvall boken som vad "White Lotus-skaparen Mike White skulle kunna ha gjort med Halland" och journalisten och deckarexperten Bengt Erikson berömde Ekmans stil: "Klas Ekman skriver som en amerikansk noir-författare kunde ha skrivit om han varit svensk."
Klas Ekman är medlem i Författarcentrum Öst.